# رينكوم
رينكوم Renkum  هي مدينة وبلدية بمقاطعة خيلدرلند، هولندا.

## طوبوغرافيا
خريطة طوبوغرافية هولندية لبلدية رينكوم، يونيو 2015، (تقرأ بعد ثلاث نقرات على الخريطة).

## معرض صور

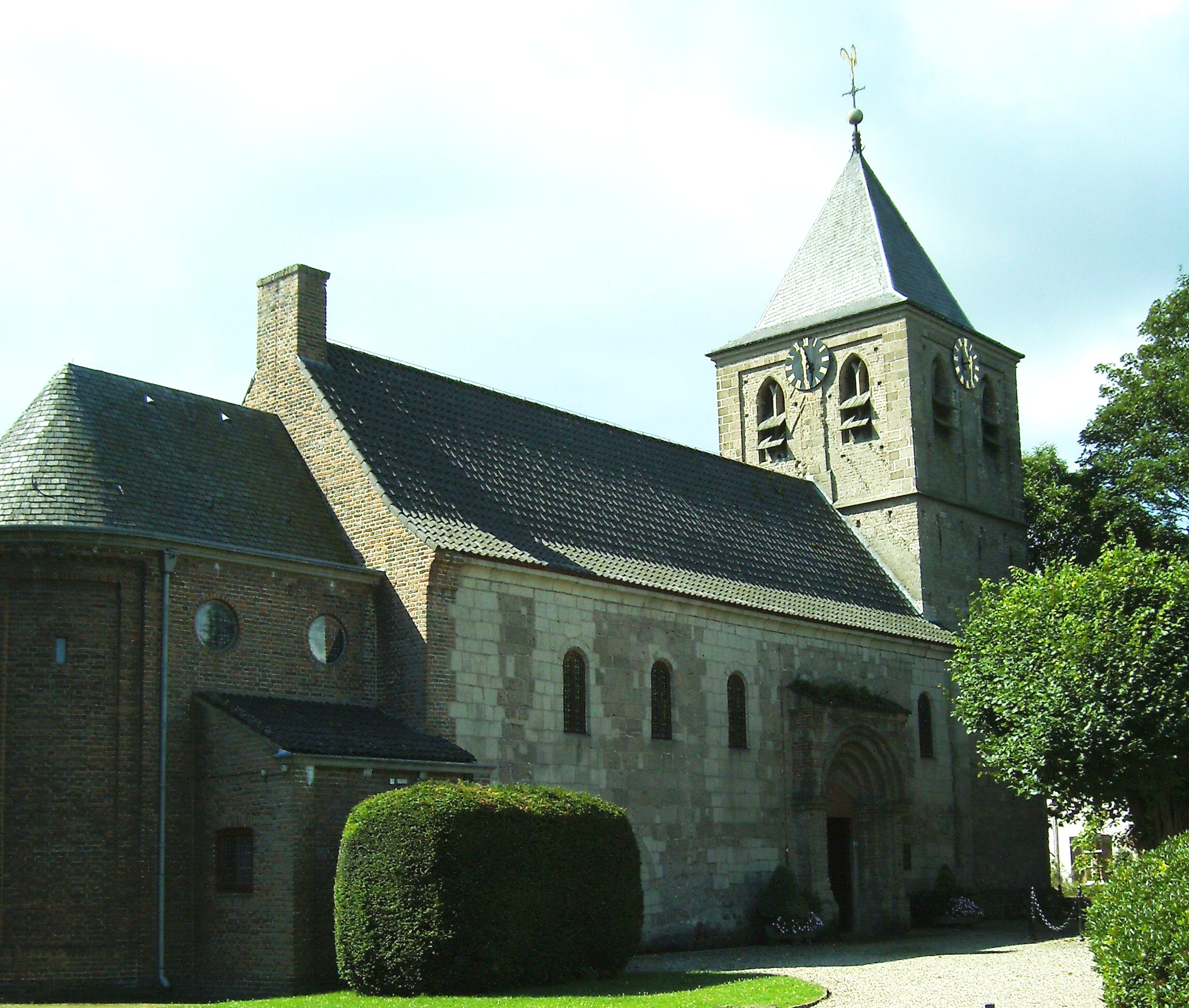
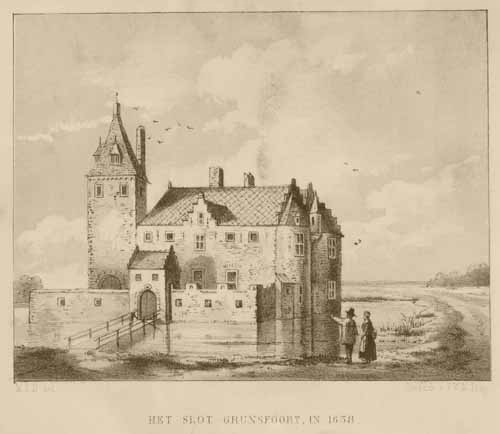
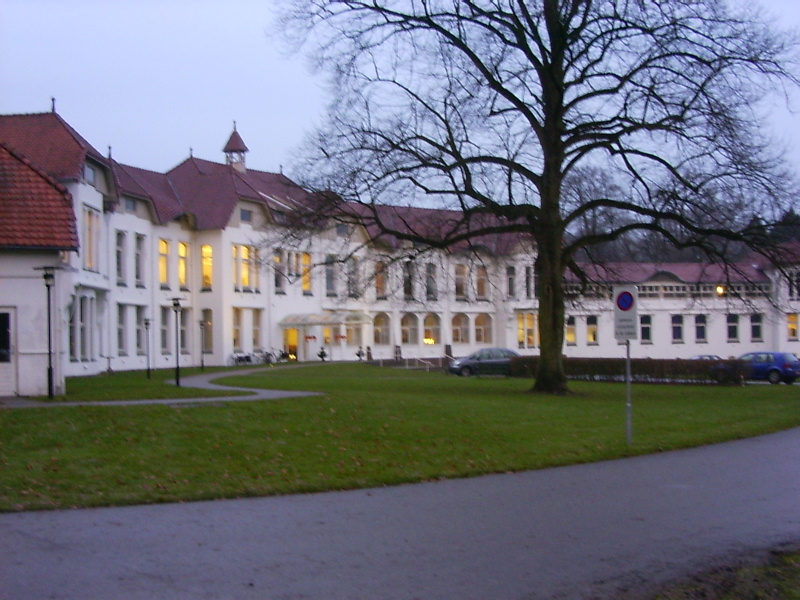
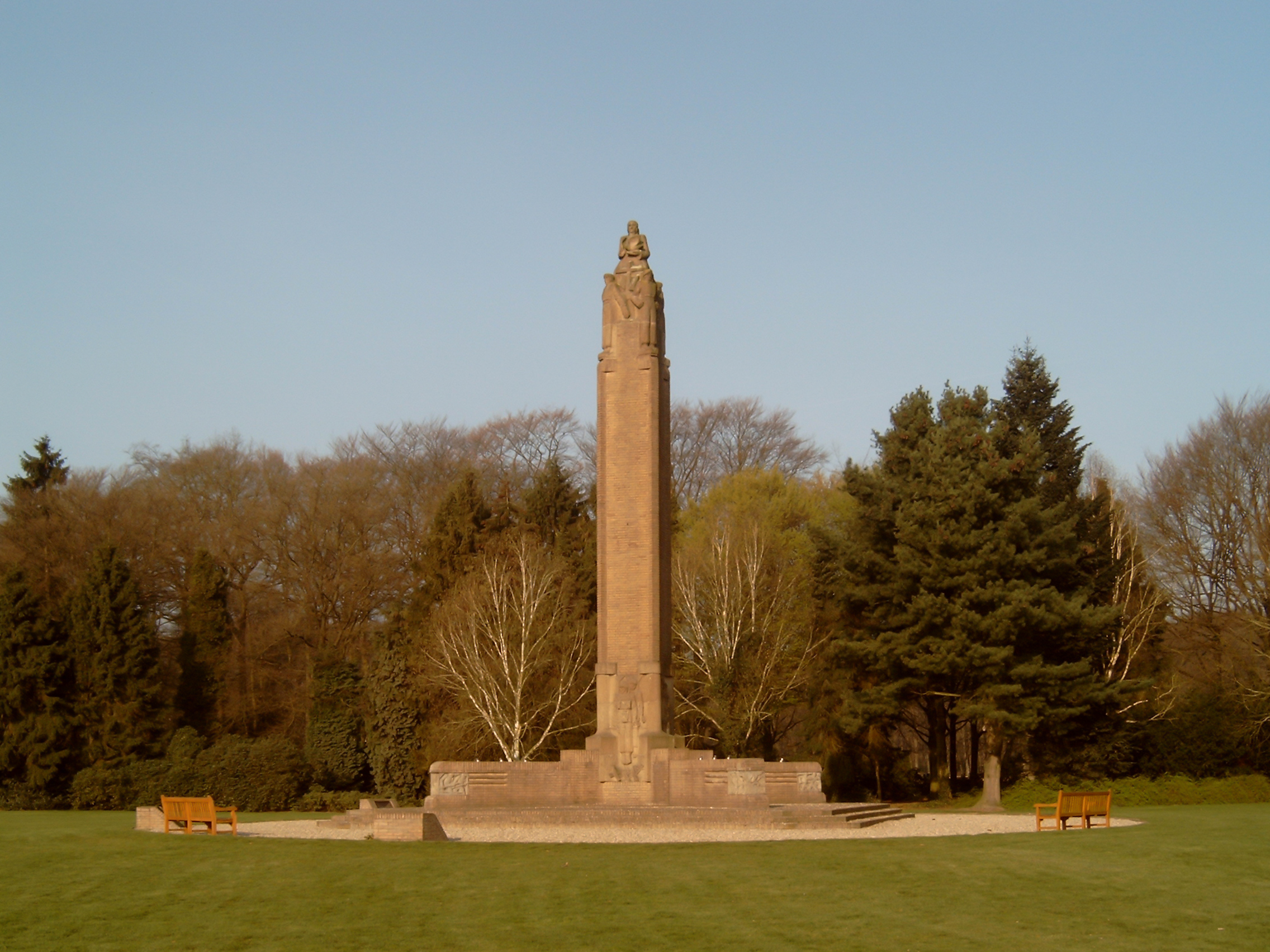

## توأمة
لرينكوم اتفاقيات توأمة مع كل من:
- Dębno [الإنجليزية]‏
- ترفورين
- داخاو

## أعلام
- كاي فان ديجيك
- لورنس سيمونز
- أندرسون لوبيز